# Hieracium pinetophilum
Hieracium pinetophilum là một loài thực vật có hoa trong họ Cúc. Loài này được (Degen & Zahn) Chrtek f. mô tả khoa học đầu tiên năm 1998.